# Vranj
Vranj este un sat din municipiul Podgorica, Muntenegru. Conform datelor de la recensământul din 2003, localitatea are 836 de locuitori (la recensământul din 1991 erau 1096 de locuitori).

## Demografie
În satul Vranj locuiesc 582 de persoane adulte, iar vârsta medie a populației este de 33,4 de ani (32,5 la bărbați și 34,4 la femei). În localitate sunt 172 de gospodării, iar numărul mediu de membri în gospodărie este de 4,86.
Populația localității este foarte eterogenă.
|  |

| Demografie | Demografie | Demografie |
| An         | Locuitori  | Locuitori  |
| ---------- | ---------- | ---------- |
|            |            |            |
|            |            |            |
|            |            |            |
|            |            |            |
| 1948       | 582        |            |
| 1953       | 522        |            |
| 1961       | 738        |            |
| 1971       | 671        |            |
| 1981       | 903        |            |
| 1991       | 1096       | 916        |
| 2003       | 1041       | 836        |

| \| Componența etnică conform recensământului din 2003[2] \| Componența etnică conform recensământului din 2003[2] \| Componența etnică conform recensământului din 2003[2] \| Componența etnică conform recensământului din 2003[2] \| Componența etnică conform recensământului din 2003[2] \| \| ----------------------------------------------------- \| ----------------------------------------------------- \| ----------------------------------------------------- \| ----------------------------------------------------- \| ----------------------------------------------------- \| \| \| \| \| \| \| \| Muntenegreni \| Muntenegreni \| \| 344 \| 41,14% \| \| Albanezi \| Albanezi \| \| 301 \| 36% \| \| Musulmani \| Musulmani \| \| 93 \| 11,12% \| \| Sârbi \| Sârbi \| \| 61 \| 7,29% \| \| Bosniaci \| Bosniaci \| \| 20 \| 2,39% \| \| Iugoslavi \| Iugoslavi \| \| 1 \| 0,11% \| \| necunoscută \| necunoscută \| \| 12 \| 1,43% \| |              |  |     |        |
| Componența etnică conform recensământului din 2003 |              |  |     |        |
| |              |  |     |        |
| Muntenegreni | Muntenegreni |  | 344 | 41,14% |
| Albanezi | Albanezi     |  | 301 | 36%    |
| Musulmani | Musulmani    |  | 93  | 11,12% |
| Sârbi | Sârbi        |  | 61  | 7,29%  |
| Bosniaci | Bosniaci     |  | 20  | 2,39%  |
| Iugoslavi | Iugoslavi    |  | 1   | 0,11%  |
| necunoscută | necunoscută  |  | 12  | 1,43%  |